# Æ̊
Cette page contient des caractères spéciaux ou non latins. S’ils s’affichent mal (▯, ?, etc.), consultez la page d’aide Unicode.
Æ̊ (minuscule : æ̊), appelé ae rond en chef ou e dans l’a rond en chef, est une lettre utilisée dans la transcription du dialecte allemand westphalien de Friedrich Woeste (de). Elle est aussi utilisé en moyen bas allemand.
Elle est formée de la lettre Æ diacritée d’un rond en chef.

## Représentations informatiques
Le ae rond en chef peut être représente avec les caractères Unicode suivants :
- décomposé (latin de base, diacritiques) :

| formes    | représentations | chaînes de caractères | points de code | descriptions                                        |
| --------- | --------------- | --------------------- | -------------- | --------------------------------------------------- |
| majuscule | Æ̊               | Æ◌̊                    | U+00C6 U+030A  | lettre majuscule latine ae diacritique rond en chef |
| minuscule | æ̊               | æ◌̊                    | U+00E6 U+030A  | lettre minuscule latine ae diacritique rond en chef |